# 이가라시 가즈야
이가라시 가즈야(일본어: 五十嵐 和也, 1965년 10월 24일 ~ )는 일본의 전 축구 선수이다.

## 구단 경력
1984년 일본 사커 리그의 후루카와 전공(제프 유나이티드 이치하라)에 입단했다. 1986년에 일본 사커 리그 우승을 차지했다. 1996년까지 191경기에 출전하여, 4득점을 넣었다. 1997년 요코가와 전기로 이적했다. 2000년후 현역 은퇴.